# Вроцлавский университет
Вроцлавский университет (пол. Uniwersytet Wrocławski) — государственный университет во Вроцлаве, Польша.

## Общие сведения
Вроцлавский университет является высшим учебным заведением в Республике Польша. Ректор — Пшемыслав Вишевски. В настоящее время на 12 факультетах здесь обучается 37 280 студентов (на ноябрь 2008). Число преподавателей и научных сотрудников составляет 3390 человек. Преподавание в университете ведётся на следующих факультетах:
- Филологическом
- Истории и педагогики
- Права, администрации и экономики
- Физики и астрономии
- Биотехнологий
- Биологии
- Географии, геологии и окружающей среды
- Социальных наук
- Химии
- Математики и информатики

## История

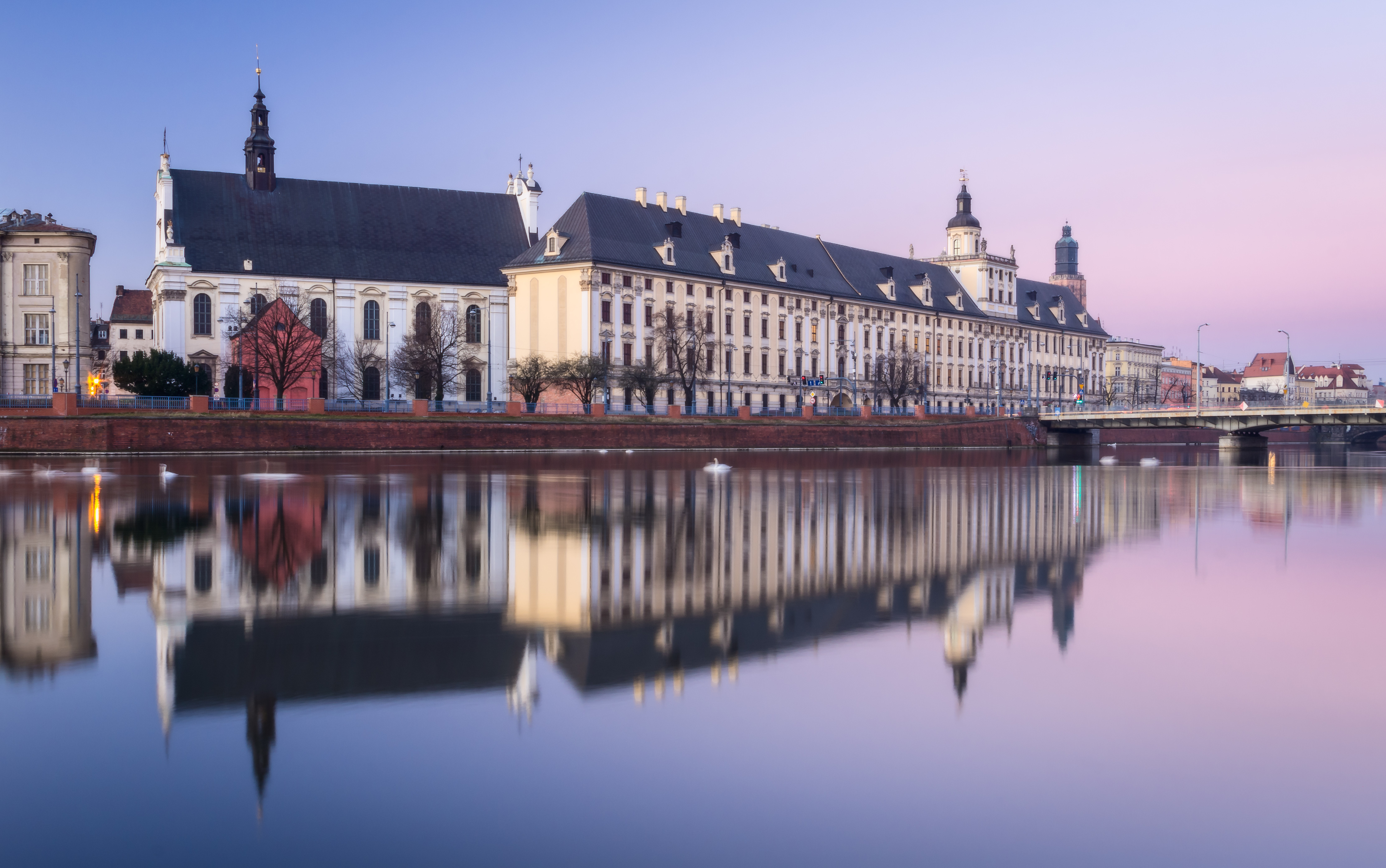
Вроцлавский университет

Первая попытка основать университет во Вроцлаве относится к 1505 году, в июле которого польско-литовский король, а также король чешский и венгерский Владислав II из династии Ягеллонов подписал указ о его создании. Однако ввиду постоянных войн на прилегающих территориях, нехватки средств и противодействия Краковского университета он так и не был создан. В 1702 году, на основе открытой в 1638 году ими школы, Орден иезуитов при содействии Высшего совета Силезии и согласно указу императора Священной Римской империи Леопольда I основывает университет в Бреслау с единственным факультетом по философии и католической теологии. Университет получает название Леопольдина. Был официально открыт 15 ноября 1702 года.
После перехода Силезии в результате Семилетней войны от Австрии к Пруссии университет утратил свой антиреформаторский характер, однако продолжал оставаться высшей школой для католического духовенства Германии. 3 августа 1811 года в результате проведения реформы в области образования в Пруссии и объединения университетов в Бреслау и во Франкфурте-на-Одере местный университет получает новое название: Силезский университет Фридриха-Вильгельма. Здесь теперь студенты обучаются на 5 факультетах — католической теологии, протестантской теологии, права, философии и медицины. Таким образом, университет в Бреслау стал первым немецким университетом, имевшим одновременно и католический, и протестантский факультеты. В университете проходили 3 теологических семинара, по одному по немецкой, английской и романской филологии, один исторический, один математическо-физический, один юридический и один государственно-политический семинары. В 1842 году к ним добавляется кафедра славистики. Университет руководил 12 естественнонаучными институтами, 6 клиническими станциями и 3 музейными собраниями. С 1881 года Университету подчиняется Сельскохозяйственный институт в Проскау. В 1884 году число студентов в университете Бреслау составляло 1.481, преподавателей — 131.

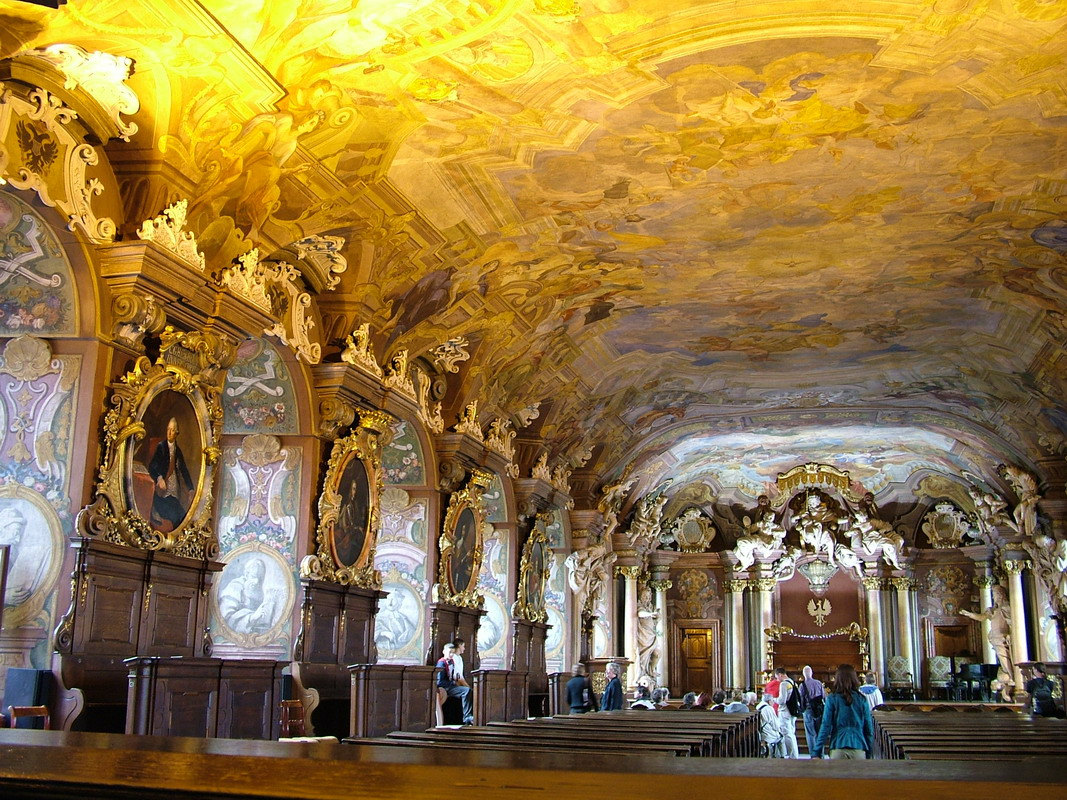
Аула Леопольдина Вроцлавского университета

Университетская библиотека в 1885 году хранила в своих стенах около 400.000 томов, из них 2.400 инкунабул, изданных до 1500 года, и 2.840 манускриптов. Здесь также имелись астрономическая обсерватория, ботанический сад величиной в 5 гектаров с ботаническим музеем, а с 1862 года — и зоологический парк с палеонтологическим и зоологическим музеем. При Университете размещались химическая лаборатория, химические и физические собрания, анатомический институт, ботанический и минералогический институты, картинная галерея, музей силезских древностей и государственный архив Силезии.
После окончания Второй мировой войны и передачи Бреслау Польше немецкий университет в городе был закрыт и затем преобразован в польский государственный, который был официально открыт 9 июня 1946 года.
В 1952—1989 годы университет носил имя президента Польши и первого секретаря ПОРП Болеслава Берута.
Начиная с 1988 года между Вроцлавским университетом и Рурским университетом Бохума официально установлены партнёрские отношения. В 2001 году во Вроцлаве прошли торжества, посвящённые 300-летию основания Университета.

## Знаменитые студенты и преподаватели

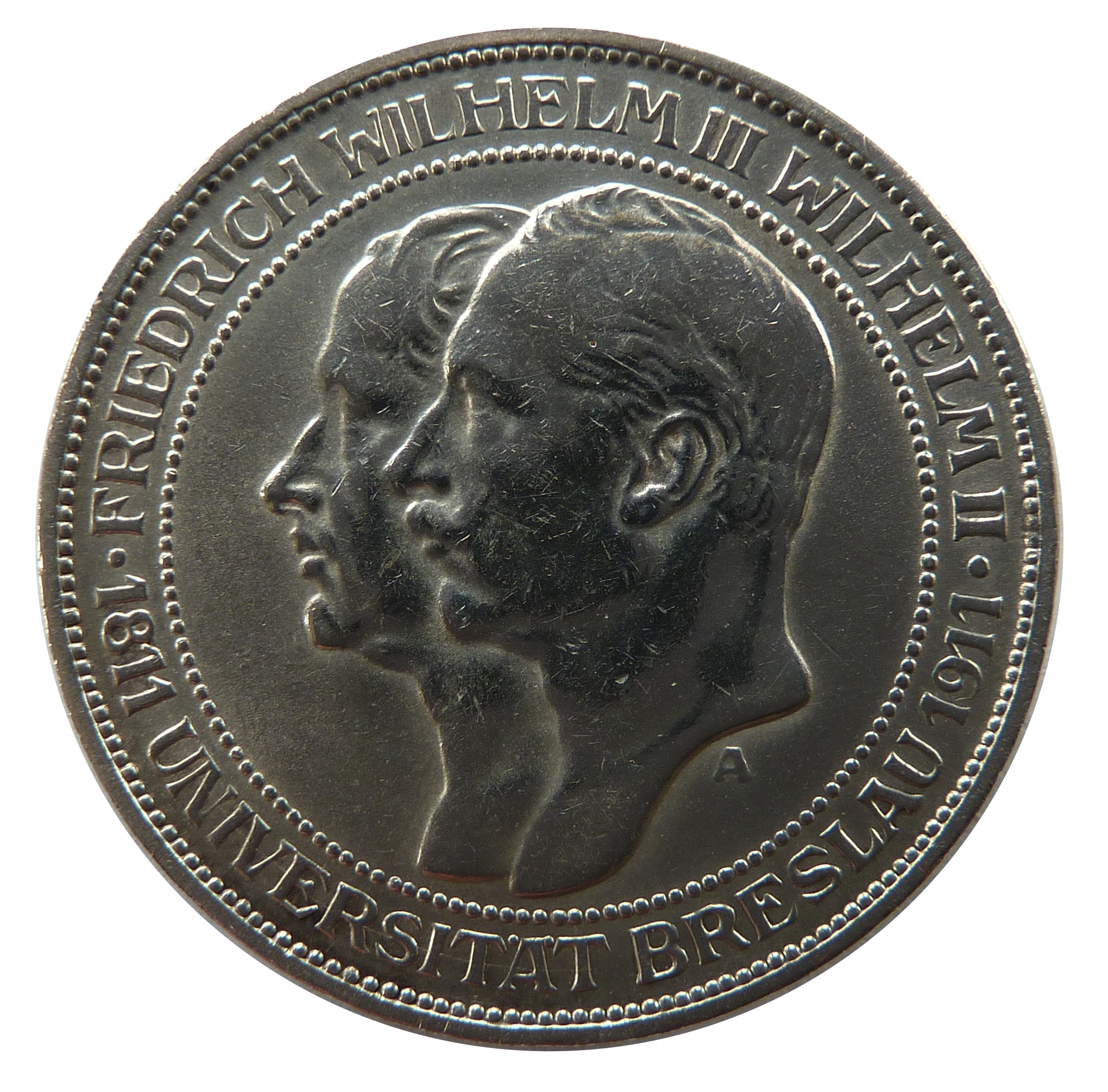
3 марки 1911 года посвящённые 100-летию университета

- Анна Герман
- Адольф Андерсен
- Карл Август Вильгельм Берендс
- Макс Борн
- Сергей Бубнов
- Роберт Вильгельм Бунзен
- Иоганн Густав Бюшинг
- Давид Кассель
- Яков Каро
- Густав Роберт Кирхгоф
- Шандор фон Кораний
- Фердинанд Лассаль
- Теодор Либиш
- Теодор Моммзен
- Карл Нойман
- Макс Ден
- Якоб Розанес
- Малгожата Рухневич
- Станислав Толпа
- Иоганн Цукерторт
- Эрнст Штайниц
- Отто Штерн
- Фердинанд Эйзенштейн
- Пауль Эрлих
- сестра Эдит Штайн
- Ойген Кёльбинг
- Станислав Ленартович
- Ядвига Жилинская
- Иоганн Карл Франц Хассе
- Фриц Габер
- Теодор фон Юргенсен

## В нумизматике
В честь столетия со дня открытия университета была отчеканена памятная монета номиналом 3 марки тиражом 400 тысяч экземпляров.